# 향유권
향유권(quiet enjoyment) 소유 또는 임차한 부동산을 어떠한 방해나 부담 없이 사용, 향유할 수 있는 법적 권리를 말한다.
일조권이나 조망권과 같이 부동산을 통해 즐길 수 있는 권리